# Marie Blanc
Pour les articles homonymes, voir Blanc (homonymie).
Marie (Charlotte) Blanc, née Hensel 
le 23 septembre 1833 à Friedrichsdorf, landgraviat de Hesse-Hombourg et morte le 25 juillet 1881 à Moûtiers est une femme d'affaires allemande. Après avoir épousé François Blanc, fondateur de la Société des bains de mer de Monaco gérant, entre autres, de l'opéra de Monte-Carlo, du casino de Monte-Carlo et l'hôtel de Paris, elle devient une membre éminente de la haute société de Monaco.

## Biographie

### Ses origines
Marie Charlotte Hensel est élevée dans une famille modeste dont le père est cordonnier. Elle est l'aînée d'une fratrie composée d'une sœur (Marie-Sophie) et de dix demi-frères et sœurs issus du remariage de son père.

### Sa jeunesse
Elle rentre, à 14 ans, au service d'un riche et brillant Français qui règne sur les distractions à la mode de la ville d'Hombourg (aujourd'hui connue sous le nom de Bad Homburg). Ce Français, qui vit avec sa concubine (Madeleine-Victoire Huguelin) et leurs deux enfants (Camille et Charles), s'appelle François Blanc. 
Il est l'homme qui, dès 1841, a construit et fait prospérer un casino, un établissement thermal et des hôtels-restaurants luxueux dans cette ville. Marie se révèle très douée pour apprendre le français et s'occuper parfaitement de leur grande maison toujours remplie d'invités. 
Madeleine-Victoire décède en 1852 ; François admire de plus en plus la vivacité d'esprit et l'intelligence de Marie. Petit à petit, il se rend compte qu'il est attiré par sa personnalité très attachante. Soucieux de préserver les intérêts et la moralité de sa protégée (elle est mineure), il s'engage à améliorer les conditions de vie de sa famille, à lui donner une excellente éducation, puis à l'épouser, dès qu'elle aurait atteint l'âge de 21 ans. 
Tout est fait comme promis et ils se marient, quelques années plus tard, à Paris (le 20 juin 1854).
Épouse de François, elle prend sa place et devient, petit à petit, sa conseillère.

### Monaco
Vers 1856, le prince Charles III de Monaco le souverain de ce rocher sans ressources avait essayé de s'inspirer des villes germaniques qui prospéraient grâce aux maisons de jeux. Après quelques tentatives infructueuses du fait du manque d'envergure des projets il se tourna vers l'homme qui accumulait les succès, François Blanc. Pour la somme de 1,7 million de francs, et une somme annuelle de 50 000 francs plus 10 % des bénéfices nets, il obtient pour 50 ans la concession de jeux et signe l'accord le 2 avril 1863. François Blanc prend la tête de la Société des bains de mer et du Cercle des étrangers.
Marie seconde alors son mari et participe à l'animation et à l'embellissement de la nouvelle station de Monte-Carlo.
Souffrant de problèmes respiratoires, François Blanc meurt le 27 juillet 1877 à Loèche-les-Bains en Suisse, où il venait se faire soigner. Il laisse une fortune personnelle de 72 millions de francs — soit l'équivalent d'à peu près 450 millions d'euros  (ou 3,6 milliards d'euros selon le calcul de conversion approprié). Désormais la destinée de Monte-Carlo est entre les mains de sa richissime veuve qui fait de nouveau appel à Garnier pour y faire construire l'opéra en six mois de travaux. Elle fait également bâtir les caves de l'hôtel de Paris.

### Ermenonville

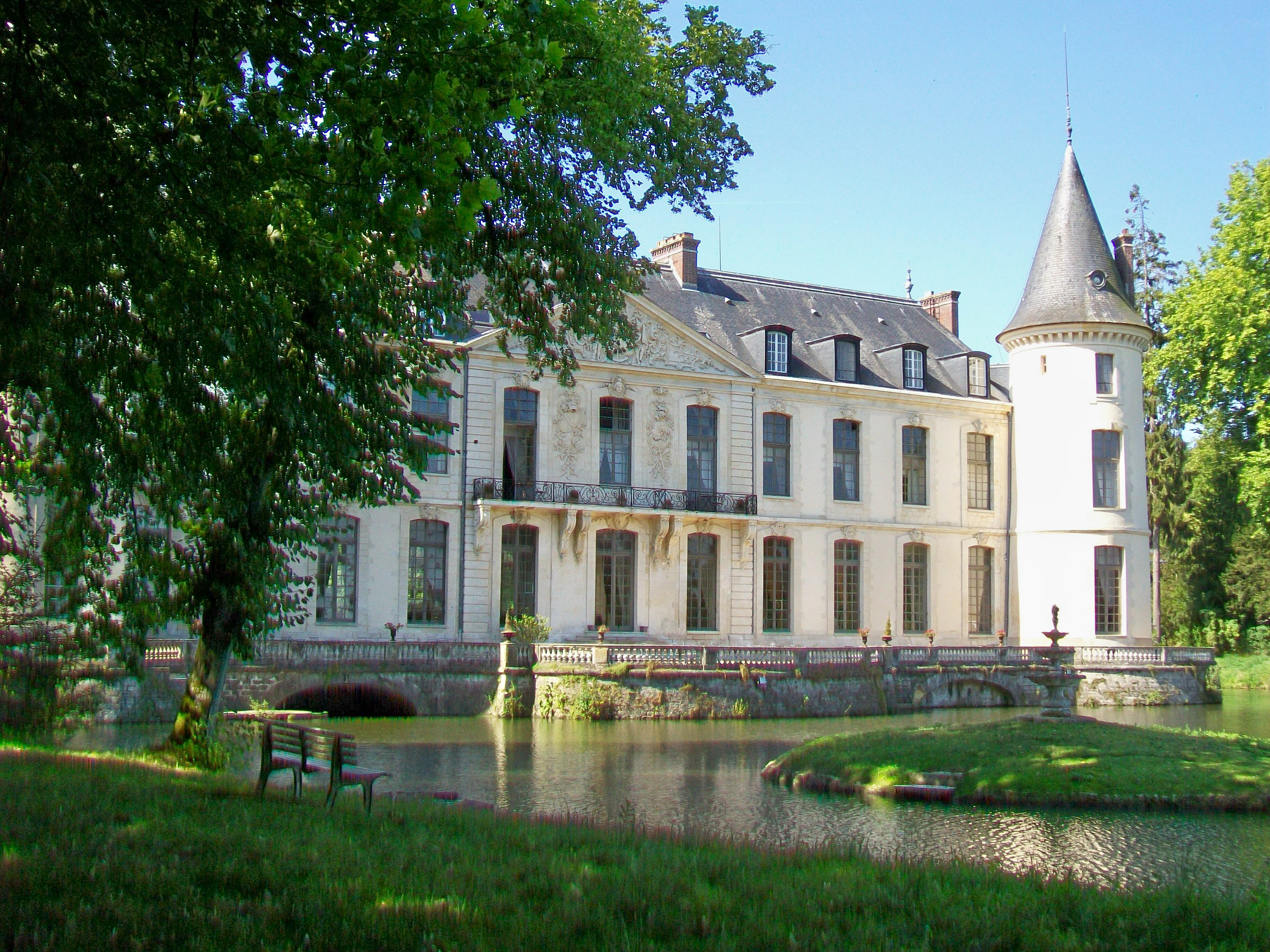
Château d'Ermenonville.

En 1878, le château d'Ermenonville avec son célèbre parc est mis en vente. Elle achète le vaste domaine comme cadeau pour sa fille Louise (1854-1911) qui avait épousé le prince sans fortune Constantin Radziwiłł (1850-1920) par contrat de mariage du 18 mars 1876. Les deux jeunes gens avaient fait connaissance à Monaco l'année même. François Blanc avait d'abord été opposé à cette union, et n'y consentit qu'après avoir fait suivre le jeune prince par un détective privé chargé d'enquêter sur ses mœurs. Marie Blanc ne peut profiter longtemps du bonheur du jeune couple avec lequel elle s'installe à Ermenonville, décédant en 1881 à l'âge de quarante-sept ans seulement. À son beau-fils Camille incombe la mission de gérer l'essentiel de la fortune de son père.

### Moûtiers et Brides-les-Bains
Fin 1880, Marie Blanc se porte acquéreur de terrains et établissements thermaux à Moûtiers, Brides-les-Bains et Salins-les-Thermes (Savoie). Elle achète la propriété "La Tarentaise". Elle y décède le 25 juillet 1881 à 47 ans, ne lui laissant pas le temps de développer ses projets touristiques d'aménagement des thermes.

### Ses enfants et descendance
- Louise Blanc (1854-1911), épouse du prince Constantin Radziwill et mère de Léon Radziwill (1880-1927)
- Edmond Blanc (1856-1920)
- Marie-Félix Blanc (1859-1882), épouse du prince Roland Bonaparte et mère de Marie Bonaparte (1882-1962)